# Pontificio istituto superiore di latinità
Il Pontificio istituto superiore di latinità (in latino Pontificium Institutum Altioris Latinitatis) è un pontificio istituto nonché una delle sei facoltà (facoltà di lettere cristiane e classiche, spesso abbreviato FLCC, in latino Facultas Litterarum Christianarum et Classicarum) dell'Università Pontificia Salesiana di Roma.

## Storia
Il Pontificium Institutum Altioris Latinitatis (Istituto Superiore di Latinità) fu fondato il 22 febbraio 1962 in esecuzione della Costituzione Apostolica Veterum sapientia di papa Giovanni XXIII; due anni dopo (22 febbraio 1964) venne affidato alla Società Salesiana di San Giovanni Bosco tramite il Motu Proprio Studia Latinitatis di papa Paolo VI. Il 4 giugno 1971 l'Institutum divenne facoltà di lettere cristiane e classiche della Università Pontificia Salesiana di Roma.
Poiché la lingua latina è lingua viva della Chiesa, che dev'essere continuamente adattata alle crescenti necessità del linguaggio e arricchita con nuovi e appropriati e convenienti vocaboli, secondo una regola costante, universale e conforme allo spirito dell'antica lingua latina - regola che già seguirono i Santi Padri e i migliori scrittori «scolastici» - affidiamo l'incarico alla Sacra Congregazione dei Seminari e delle Università degli Studi di fondare un'Accademia di Studi Latini. A tale Accademia, nella quale occorre sia costituito un Collegio di Professori espertissimi in Latino e in Greco, chiamati dalle diverse parti del mondo, sarà soprattutto ordinato che, non diversamente da quanto accade per le Accademie nazionali costituite per l'incremento della lingua nazionale dei rispettivi paesi, provveda contemporaneamente ad un ordinato sviluppo dello studio della lingua latina e ad accrescere, se necessario, il lessico con parole adatte alla sua natura ed al suo carattere, e tenga, nello stesso tempo dei corsi sul latino di ogni epoca, ma soprattutto di quella Cristiana. In queste scuole saranno altresì istruiti ad una più profonda conoscenza del latino, al suo uso, ad un modo di scrivere appropriato ed elegante quanti sono destinati o ad insegnarlo nei Seminari e nei Collegi ecclesiastici, o a scrivere decreti e sentenze, o a curare la corrispondenza nelle Congregazioni della Santa Sede, nelle Curie, nelle Diocesi, negli uffici degli Ordini religiosi.
Il 10 novembre 1990 l'Istruzione della Congregazione per l'educazione cattolica Sullo studio dei Padri della Chiesa nella formazione sacerdotale elencò il Pontificium Institutum Altioris Latinitatis tra gli istituti che forniscono anche la specializzazione in studi patristici.

## Organizzazione
Il curricolo accademico è suddiviso in tre cicli successivi:
1. Baccalaureato, primo ciclo della durata di sei semestri;
2. Licenza, secondo ciclo della durata di quattro semestri;
3. Dottorato, terzo ciclo della durata di almeno sei semestri.

## Decani
- Alfons Maria Stickler
- Luigi Calonghi
- Roberto Iacoangeli
- Sergio Felici
- Biagio Amata
- Enrico dal Covolo
- Biagio Amata
- Mario Maritano
- Manlio Sodi
- Carlo Nanni (pro-decano)
- Miran Sajovic
- Roberto Fusco